# ガラル順のポケモン一覧
ガラル順のポケモン一覧（ガラルじゅんのポケモンいちらん）では、ポケットモンスターシリーズに登場する1025種類のポケモンのうち、『ポケットモンスター ソード・シールド』におけるガラル地方のポケモン図鑑3種（ガラル・ヨロイ島・カンムリ雪原）に登場する各400種、211種、210種類を各図鑑ごとの番号順に列記する。

## ガラル図鑑
1. サルノリ
2. バチンキー
3. ゴリランダー
4. ヒバニー
5. ラビフット
6. エースバーン
7. メッソン
8. ジメレオン
9. インテレオン
10. サッチムシ
11. レドームシ
12. イオルブ
13. キャタピー
14. トランセル
15. バタフリー
16. アゴジムシ
17. デンヂムシ
18. クワガノン
19. ホーホー
20. ヨルノズク
21. ココガラ
22. アオガラス
23. アーマーガア
24. ホシガリス
25. ヨクバリス
26. マメパト
27. ハトーボー
28. ケンホロウ
29. クスネ
30. フォクスライ
31. ジグザグマ
32. マッスグマ
33. タチフサグマ
34. ウールー
35. バイウールー
36. ハスボー
37. ハスブレロ
38. ルンパッパ
39. タネボー
40. コノハナ
41. ダーテング
42. カムカメ
43. カジリガメ
44. チョロネコ
45. レパルダス
46. ワンパチ
47. パルスワン
48. ホルビー
49. ホルード
50. チラーミィ
51. チラチーノ
52. アマカジ
53. アママイコ
54. アマージョ
55. ナゾノクサ
56. クサイハナ
57. ラフレシア
58. キレイハナ
59. スボミー
60. ロゼリア
61. ロズレイド
62. キャモメ
63. ペリッパー
64. バチュル
65. デンチュラ
66. ラクライ
67. ライボルト
68. ロコン
69. キュウコン
70. ガーディ
71. ウインディ
72. バニプッチ
73. バニリッチ
74. バイバニラ
75. ウリムー
76. イノムー
77. マンムー
78. デリバード
79. ユキワラシ
80. オニゴーリ
81. ユキメノコ
82. ヤジロン
83. ネンドール
84. ドロバンコ
85. バンバドロ
86. イシズマイ
87. イワパレス
88. ゴビット
89. ゴルーグ
90. ムンナ
91. ムシャーナ
92. ネイティ
93. ネイティオ
94. ヌイコグマ
95. キテルグマ
96. ユキカブリ
97. ユキノオー
98. クラブ
99. キングラー
100. ウパー
101. ヌオー
102. ヘイガニ
103. シザリガー
104. ツチニン
105. テッカニン
106. ヌケニン
107. バルキー
108. サワムラー
109. エビワラー
110. カポエラー
111. ヤンチャム
112. ゴロンダ
113. ギアル
114. ギギアル
115. ギギギアル
116. ミツハニー
117. ビークイン
118. ドーミラー
119. ドータクン
120. ラルトス
121. キルリア
122. サーナイト
123. エルレイド
124. フワンテ
125. フワライド
126. ヒメンカ
127. ワタシラガ
128. チェリンボ
129. チェリム
130. スカンプー
131. スカタンク
132. オタマロ
133. ガマガル
134. ガマゲロゲ
135. ヨマワル
136. サマヨール
137. ヨノワール
138. ワンリキー
139. ゴーリキー
140. カイリキー
141. ゴース
142. ゴースト
143. ゲンガー
144. コイキング
145. ギャラドス
146. トサキント
147. アズマオウ
148. テッポウオ
149. オクタン
150. シェルダー
151. パルシェン
152. ヒンバス
153. ミロカロス
154. バスラオ
155. ヨワシ
156. ナマコブシ
157. ヤブクロン
158. ダストダス
159. ヤクデ
160. マルヤクデ
161. タンドン
162. トロッゴン
163. セキタンザン
164. ディグダ
165. ダグトリオ
166. モグリュー
167. ドリュウズ
168. ダンゴロ
169. ガントル
170. ギガイアス
171. ドッコラー
172. ドテッコツ
173. ローブシン
174. コロモリ
175. ココロモリ
176. オンバット
177. オンバーン
178. イワーク
179. ハガネール
180. サシカマス
181. カマスジョー
182. ニャース
183. ニャイキング
184. ペルシアン
185. マホミル
186. マホイップ
187. アブリー
188. アブリボン
189. テッシード
190. ナットレイ
191. バケッチャ
192. パンプジン
193. ピチュー
194. ピカチュウ
195. ライチュウ
196. イーブイ
197. シャワーズ
198. サンダース
199. ブースター
200. エーフィ
201. ブラッキー
202. リーフィア
203. グレイシア
204. ニンフィア
205. カジッチュ
206. アップリュー
207. タルップル
208. ニャスパー
209. ニャオニクス
210. ペロッパフ
211. ペロリーム
212. シュシュプ
213. フレフワン
214. シズクモ
215. オニシズクモ
216. ソーナノ
217. ソーナンス
218. カモネギ
219. ネギガナイト
220. チョンチー
221. ランターン
222. グレッグル
223. ドクロッグ
224. ズルッグ
225. ズルズキン
226. マッギョ
227. ツボツボ
228. ドジョッチ
229. ナマズン
230. カラナクシ
231. トリトドン
232. コソクムシ
233. グソクムシャ
234. カメテテ
235. ガメノデス
236. サニーゴ
237. サニゴーン
238. ベロバー
239. ギモー
240. オーロンゲ
241. ミブリム
242. テブリム
243. ブリムオン
244. ヤトウモリ
245. エンニュート
246. コマタナ
247. キリキザン
248. ナゲキ
249. ダゲキ
250. ドガース
251. マタドガス
252. ウソハチ
253. ウソッキー
254. ピィ
255. ピッピ
256. ピクシー
257. トゲピー
258. トゲチック
259. トゲキッス
260. ゴンベ
261. カビゴン
262. モンメン
263. エルフーン
264. サイホーン
265. サイドン
266. ドサイドン
267. ゴチム
268. ゴチミル
269. ゴチルゼル
270. ユニラン
271. ダブラン
272. ランクルス
273. カブルモ
274. シュバルゴ
275. チョボマキ
276. アギルダー
277. リグレー
278. オーベム
279. クマシュン
280. ツンベアー
281. ワシボン
282. ウォーグル
283. バルチャイ
284. バルジーナ
285. スコルピ
286. ドラピオン
287. ヒトモシ
288. ランプラー
289. シャンデラ
290. マーイーカ
291. カラマネロ
292. ニューラ
293. マニューラ
294. ヤミラミ
295. クチート
296. マラカッチ
297. シンボラー
298. リオル
299. ルカリオ
300. コータス
301. ミミッキュ
302. ゾウドウ
303. ダイオウドウ
304. ハリーセン
305. プルリル
306. ブルンゲル
307. ヒドイデ
308. ドヒドイデ
309. ウッウ
310. エレズン
311. ストリンダー
312. スナヘビ
313. サダイジャ
314. ヒポポタス
315. カバルドン
316. アイアント
317. クイタラン
318. エリキテル
319. エレザード
320. ルチャブル
321. ナックラー
322. ビブラーバ
323. フライゴン
324. キバゴ
325. オノンド
326. オノノクス
327. デスマス
328. デスバーン
329. デスカーン
330. ヒトツキ
331. ニダンギル
332. ギルガルド
333. ポニータ
334. ギャロップ
335. ヤバチャ
336. ポットデス
337. イエッサン
338. ボクレー
339. オーロット
340. ネマシュ
341. マシェード
342. ヤレユータン
343. ナゲツケサル
344. モルペコ
345. タイレーツ
346. ジジーロン
347. バクガメス
348. トゲデマル
349. ユキハミ
350. モスノウ
351. タタッコ
352. オトスパス
353. バチンウニ
354. タマンタ
355. マンタイン
356. ホエルコ
357. ホエルオー
358. カチコール
359. クレベース
360. ダダリン
361. ラプラス
362. ルナトーン
363. ソルロック
364. マネネ
365. バリヤード
366. バリコオル
367. ダルマッカ
368. ヒヒダルマ
369. イシヘンジン
370. コオリッポ
371. ジュラルドン
372. ロトム
373. メタモン
374. パッチラゴン
375. パッチルドン
376. ウオノラゴン
377. ウオチルドン
378. ヒトカゲ
379. リザード
380. リザードン
381. タイプ：ヌル
382. シルヴァディ
383. ヨーギラス
384. サナギラス
385. バンギラス
386. モノズ
387. ジヘッド
388. サザンドラ
389. ヌメラ
390. ヌメイル
391. ヌメルゴン
392. ジャラコ
393. ジャランゴ
394. ジャラランガ
395. ドラメシヤ
396. ドロンチ
397. ドラパルト
398. ザシアン
399. ザマゼンタ
400. ムゲンダイナ

## ヨロイ島図鑑
1. ヤドン
2. ヤドラン
3. ヤドキング
4. ミミロル
5. ミミロップ
6. ピンプク
7. ラッキー
8. ハピナス
9. ホシガリス
10. ヨクバリス
11. ププリン
12. プリン
13. プクリン
14. サッチムシ
15. レドームシ
16. イオルブ
17. カリキリ
18. ラランテス
19. カジッチュ
20. アップリュー
21. タルップル
22. ヤヤコマ
23. ヒノヤコマ
24. ファイアロー
25. コリンク
26. ルクシオ
27. レントラー
28. クレッフィ
29. コマタナ
30. キリキザン
31. ケーシィ
32. ユンゲラー
33. フーディン
34. ラルトス
35. キルリア
36. サーナイト
37. エルレイド
38. クラブ
39. キングラー
40. メノクラゲ
41. ドククラゲ
42. コイキング
43. ギャラドス
44. テッポウオ
45. オクタン
46. タマンタ
47. マンタイン
48. キャモメ
49. ペリッパー
50. スコルピ
51. ドラピオン
52. ノコッチ
53. バッフロン
54. ベロリンガ
55. ベロベルト
56. カムカメ
57. カジリガメ
58. ウパー
59. ヌオー
60. ヌメラ
61. ヌメイル
62. ヌメルゴン
63. クリムガン
64. チョボマキ
65. アギルダー
66. カブルモ
67. シュバルゴ
68. フシギダネ
69. フシギソウ
70. フシギバナ
71. ゼニガメ
72. カメール
73. カメックス
74. フシデ
75. ホイーガ
76. ペンドラー
77. タマゲタケ
78. モロバレル
79. キュワワー
80. モンジャラ
81. モジャンボ
82. グレッグル
83. ドクロッグ
84. ピチュー
85. ピカチュウ
86. ライチュウ
87. ゾロア
88. ゾロアーク
89. ヤレユータン
90. ナゲツケサル
91. ヘイガニ
92. シザリガー
93. ウッウ
94. トサキント
95. アズマオウ
96. サシカマス
97. カマスジョー
98. ヒトデマン
99. スターミー
100. ダクマ
101. ウーラオス
102. エモンガ
103. デデンネ
104. モルペコ
105. コイル
106. レアコイル
107. ジバコイル
108. マーイーカ
109. カラマネロ
110. ヨワシ
111. キバニア
112. サメハダー
113. ヨーテリー
114. ハーデリア
115. ムーランド
116. ケンタロス
117. ミルタンク
118. ストライク
119. ハッサム
120. カイロス
121. ヘラクロス
122. イシズマイ
123. イワパレス
124. コソクムシ
125. グソクムシャ
126. バチンウニ
127. ヒドイデ
128. ドヒドイデ
129. タタッコ
130. オトスパス
131. シェルダー
132. パルシェン
133. スナバァ
134. シロデスナ
135. フワンテ
136. フワライド
137. ドジョッチ
138. ナマズン
139. ルリリ
140. マリル
141. マリルリ
142. ニョロモ
143. ニョロゾ
144. ニョロボン
145. ニョロトノ
146. コダック
147. ゴルダック
148. ゴニョニョ
149. ドゴーム
150. バクオング
151. コロモリ
152. ココロモリ
153. エアームド
154. ダンゴロ
155. ガントル
156. ギガイアス
157. イワンコ
158. ルガルガン
159. ヤトウモリ
160. エンニュート
161. ズルッグ
162. ズルズキン
163. コジョフー
164. コジョンド
165. ジャラコ
166. ジャランゴ
167. ジャラランガ
168. サンド
169. サンドパン
170. カラカラ
171. ガラガラ
172. ガルーラ
173. コータス
174. スナヘビ
175. サダイジャ
176. メグロコ
177. ワルビル
178. ワルビアル
179. ワシボン
180. ウォーグル
181. バルチャイ
182. バルジーナ
183. サイホーン
184. サイドン
185. ドサイドン
186. メラルバ
187. ウルガモス
188. チョンチー
189. ランターン
190. ホエルコ
191. ホエルオー
192. プルリル
193. ブルンゲル
194. クズモー
195. ドラミドロ
196. ウデッポウ
197. ブロスター
198. タッツー
199. シードラ
200. キングドラ
201. チュリネ
202. ドレディア
203. ミツハニー
204. ビークイン
205. タマタマ
206. ナッシー
207. メタモン
208. ポリゴン
209. ポリゴン2
210. ポリゴンZ
211. ザルード

## カンムリ雪原図鑑
1. ユキハミ
2. モスノウ
3. ウールー
4. バイウールー
5. ホシガリス
6. ヨクバリス
7. ウリムー
8. イノムー
9. マンムー
10. マネネ
11. バリヤード
12. バリコオル
13. ムチュール
14. ルージュラ
15. エレキッド
16. エレブー
17. エレキブル
18. ブビィ
19. ブーバー
20. ブーバーン
21. タブンネ
22. バニプッチ
23. バニリッチ
24. バイバニラ
25. ユキワラシ
26. オニゴーリ
27. ユキメノコ
28. ニューラ
29. マニューラ
30. フリージオ
31. ユキカブリ
32. ユキノオー
33. ボクレー
34. オーロット
35. チルット
36. チルタリス
37. ベロバー
38. ギモー
39. オーロンゲ
40. ミブリム
41. テブリム
42. ブリムオン
43. ピィ
44. ピッピ
45. ピクシー
46. ミミッキュ
47. ミカルゲ
48. ヒトモシ
49. ランプラー
50. シャンデラ
51. ゴチム
52. ゴチミル
53. ゴチルゼル
54. ユニラン
55. ダブラン
56. ランクルス
57. ドッコラー
58. ドテッコツ
59. ローブシン
60. ドジョッチ
61. ナマズン
62. コイキング
63. ギャラドス
64. バスラオ
65. ニドラン♀
66. ニドリーナ
67. ニドクイン
68. ニドラン♂
69. ニドリーノ
70. ニドキング
71. ジグザグマ
72. マッスグマ
73. タチフサグマ
74. イーブイ
75. シャワーズ
76. サンダース
77. ブースター
78. ブラッキー
79. エーフィ
80. グレイシア
81. リーフィア
82. ニンフィア
83. チゴラス
84. ガチゴラス
85. アマルス
86. アマルルガ
87. ドーミラー
88. ドータクン
89. イシヘンジン
90. コオリッポ
91. シズクモ
92. オニシズクモ
93. バチュル
94. デンチュラ
95. カブルモ
96. シュバルゴ
97. チョボマキ
98. アギルダー
99. ヤクデ
100. マルヤクデ
101. アイアント
102. クイタラン
103. ダルマッカ
104. ヒヒダルマ
105. ポニータ
106. ギャロップ
107. アブソル
108. ゾウドウ
109. ダイオウドウ
110. ドラメシヤ
111. ドロンチ
112. ドラパルト
113. タツベイ
114. コモルー
115. ボーマンダ
116. フカマル
117. ガバイト
118. ガブリアス
119. クリムガン
120. デリバード
121. クマシュン
122. ツンベアー
123. オムナイト
124. オムスター
125. カブト
126. カブトプス
127. プテラ
128. メレシー
129. ダンバル
130. メタング
131. メタグロス
132. ヤバチャ
133. ポットデス
134. リオル
135. ルカリオ
136. モノズ
137. ジヘッド
138. サザンドラ
139. ヨーギラス
140. サナギラス
141. バンギラス
142. カチコール
143. クレベース
144. ズバット
145. ゴルバット
146. クロバット
147. プロトーガ
148. アバゴーラ
149. アーケン
150. アーケオス
151. ヤジロン
152. ネンドール
153. ゴビット
154. ゴルーグ
155. ワンパチ
156. パルスワン
157. モルペコ
158. バチンウニ
159. タマザラシ
160. トドグラー
161. トドゼルガ
162. ダダリン
163. ココガラ
164. アオガラス
165. アーマーガア
166. ヒメンカ
167. ワタシラガ
168. モンメン
169. エルフーン
170. ツボツボ
171. イエッサン
172. ゴンベ
173. カビゴン
174. ヤミラミ
175. クチート
176. タンドン
177. トロッゴン
178. セキタンザン
179. テッシード
180. ナットレイ
181. オンバット
182. オンバーン
183. リリーラ
184. ユレイドル
185. アノプス
186. アーマルド
187. ジーランス
188. ヒンバス
189. ミロカロス
190. ラプラス
191. ココドラ
192. コドラ
193. ボスゴドラ
194. ミニリュウ
195. ハクリュー
196. カイリュー
197. レジロック
198. レジアイス
199. レジスチル
200. レジエレキ
201. レジドラゴ
202. フリーザー
203. サンダー
204. ファイヤー
205. コバルオン
206. テラキオン
207. ビリジオン
208. ブリザポス
209. レイスポス
210. バドレックス